# کورت اشوایگر
کورت اشوایگر (آلمانی: Kurt Schweiger؛ زادهٔ ۱۲ فوریهٔ ۱۹۳۴) دوچرخه‌سوار اهل اتریش است.  وی در بازی‌های المپیک تابستانی ۱۹۶۰ شرکت کرده است.